# Raspehaus

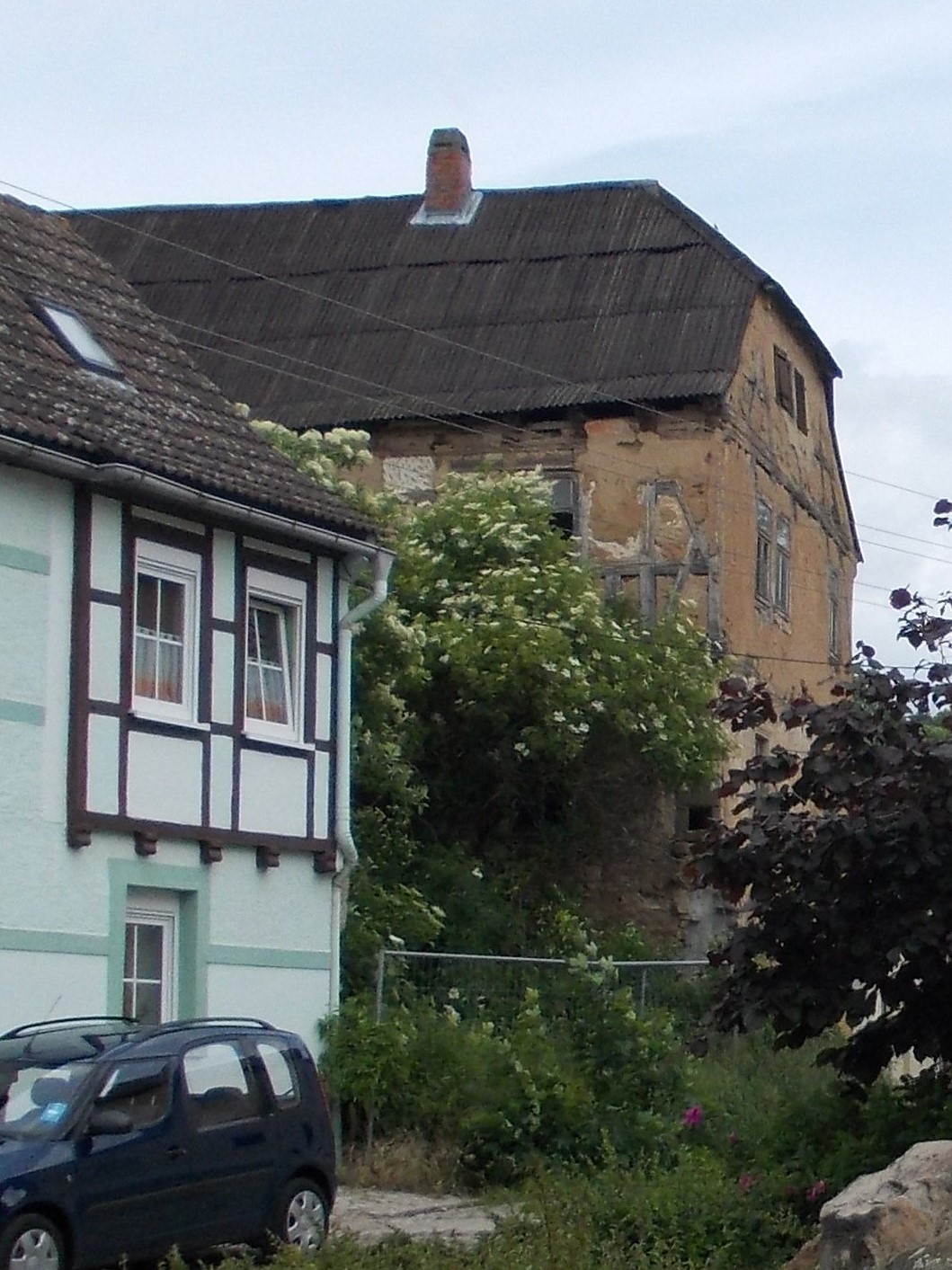
Das Raspehaus vom Raspeplan aus gesehen

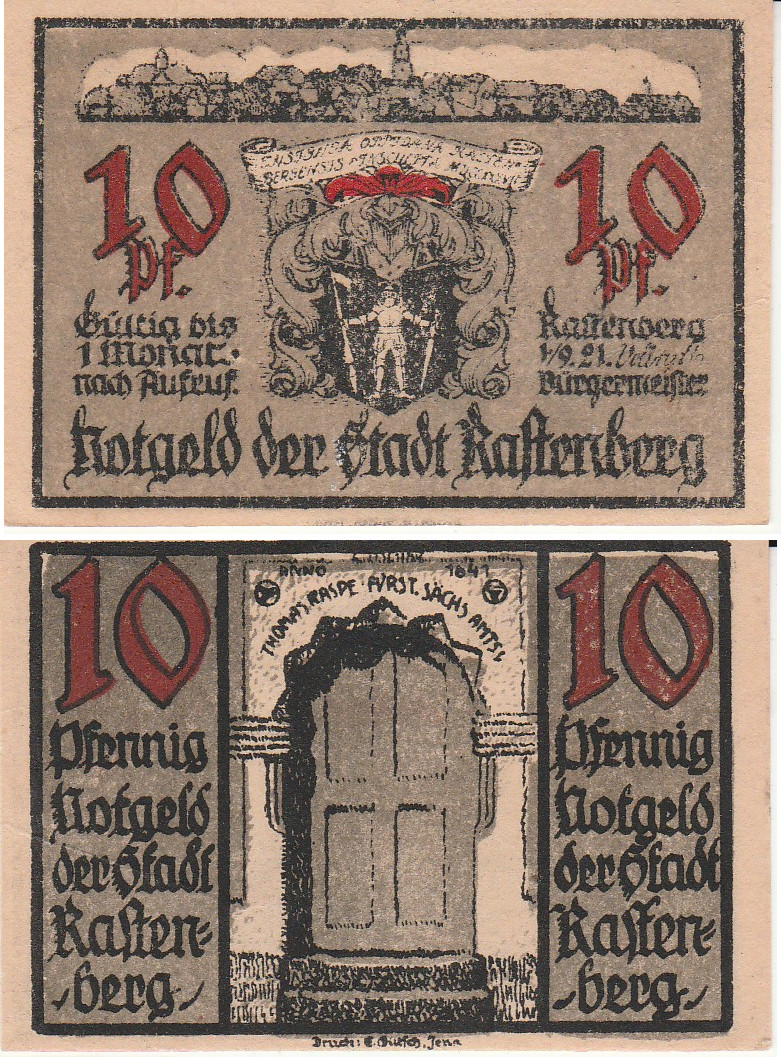
Das Portal des Raspehauses als Notgeld, 1. September 1921

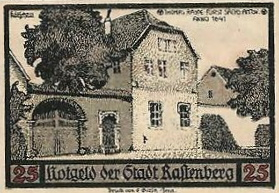
Das Raspehaus als Notgeld, ca. 1921

Das Raspehaus ist ein historisches, zur Zeit leerstehendes Gutshaus in Rastenberg, Raspeplan 4. Es ist in der Liste der Kulturdenkmale in Rastenberg eingetragen.

## Architektur und Baugeschichte
Es handelt sich um einen giebelständiges, stattliches Gebäude in zentraler Lage. Der hohe Kellersockel, der ein zugespitztes Tonnengewölbe enthält, und das Hauptgeschoss sind aus massivem Bruchsteinmauerwerk errichtet. Die Haupterschließung erfolgt von einem links zugehörigem Hof über eine hohe Freitreppe und eine werksteingefasste Tür, die direkt ins Wohngeschoss führt. Ein der Zeit um 1800 zuzuordnende historisches Türblatt mit frühklassizistischen Dekorationen und originalen Beschlägen ist noch erhalten. Die Fenster im Hauptgeschoss weisen ebenfalls Werksteingewände, zum Teil mit Profilen versehen, auf.
Das Obergeschoss und die Giebel bestehen aus einer Fachwerkkonstruktion, die geschossweise vorkragt. Die Schwellen sind zwischen den Balkenköpfen schiffskehlenartig profiliert. Die Füllhölzer sind mit Zahnschnittornament versehen.
Die Bauweise und Baudekoration verweisen auf eine Bauzeit um 1600, wobei es im Kellerbereich möglicherweise noch Reste älterer Bauepochen gibt.

## Geschichte
Nach schriftlicher Erwähnungen wurde das Haus 1605 von seinem Namensgeber Thomas Raspe erbaut. Möglicherweise handelt es sich um einen Nachfahren aus der einst mächtigen Landgrafenfamilie der Ludowinger, die ab Heinrich Raspe I. im 12. und 13. Jahrhundert die Region beherrschten. Thomas Raspe war fürstlich-sächsischer Amtshauptmann. Damit zählt das Raspehaus in Rastenberg zu den ältesten Wohnbauten im Landkreis Sömmerda. Die Nachfahren von Thomas Raspe bewohnten es bis ins 17. Jahrhundert und bauten es nach einem verheerenden Brand in den Wirren des Dreißigjährigen Krieges grundlegend um. Hieran erinnerte eine Inschrift über der Hoftür mit dem Baudatum 1641.
Während der deutschen Inflation wurden 1921 Abbildungen des Hauses für den Druck von Notgeld verwendet.
Bis Ende der siebziger Jahre war das Haus bewohnt, danach stand es leer und verfiel. Eine daraufhin gebildete örtliche Initiative, um das Haus zu retten, hatte jedoch keinen Erfolg. Wie ältere Fotos zeigen, verschwand unter anderem der stattliche Torbogen, der durch eine Mauer mit dem Haus verbunden war. In den 1990er Jahren wurde zwar das Dach notgesichert, ist aber wieder undicht.
2009 erfolgte eine Beurteilung des Thüringisches Landesamt für Denkmalpflege und Archäologie mit der Feststellung, dass sich an den Wänden und Decken der Innenräume Malereien und Farbfassungen der Renaissance befinden, die relativ gut erhalten geblieben sind. „Dadurch ist das Raspehaus für die Region und namentlich für die Geschichte der Stadt Rastenberg ein einzigartiges Dokument der Baukunst des 17. Jahrhundert, dessen Verlust eine tiefe Lücke in die historische Überlieferung reißen würde“, so das Fazit des Denkmalpflegeamts.
Die letzte Erbin übereignete das Haus dem Staat, nachdem sie beachtliche Summen bereits hineingesteckt hatte, aber wohl an den Auflagen des Denkmalschutzes gescheitert ist. Daraufhin gründete sich 2021 ein Verein, der sich um das Baudenkmal kümmert. Er hat inzwischen 13 Mitglieder, darunter Petra Rose, Ortsteilbürgermeisterin von Rothenberga, Andreas Martini und dessen Cousin Stefan Wagner. Am 17. Juli 2023 berichtete die Thüringer Allgemeine, dass der Verein das Haus erworben habe, um es zu sanieren.

## Quelle
- Samira Wischerhoff: Ramm am Nachmittag, MDR Thüringen – Das Radio, 5. November 2021, 15:00 Uhr
- André Heß: Herzensprojekt: Kulturdenkmal in Rastenberg zu neuem Leben erwecken. In: Thüringer Allgemeine Sömmerda. 29. September 2021.